# Urso-pardo-de-dall
O urso-pardo-de-dall (Ursus arctos dalli) é uma subespécie de urso-pardo encontrada na região costeira do sudeste do Alasca. Foi descrito por Merriam, em 1896, como uma subespécie distinta com base em características do crânio. Possivelmente, trata-se de uma variação costeira de outras subespécies de urso-pardo da América do Norte.